# North American Man-Boy Love Association
North American Man-Boy Love Association, eller NAMBLA, är en amerikansk organisation grundad i Boston, Massachusetts 1978, som intresseförening för pederaster, vilket är manliga pedofiler. Föreningens syfte är att motverka kategorin 'ålder' som ensamt kriterium för när minderåriga lagligen kan ha sexuella relationer. År 2005 rapporterade källor till tidningen The San Diego Union-Tribune att föreningen var baserad i San Francisco och New York. 
NAMBLA försvarar vad de anser vara minderårigas rätt att upptäcka sin sexualitet på en mycket friare bas. Organisationen har beslutat att göra slut på förtrycket av män och pojkar som frivilligt har valt att ha ömsesidiga relationer med varandra, och arbetar för att lagarna ska försvara både skydd av barn från oönskade sexuella erfarenheter och samtidigt ge dem frihet att undersöka och upptäcka sin egen sexualitet efter egen vilja 
NAMBLA skriver på sin webbplats: "NAMBLA stödjer, uppmuntrar och hjälper inte människor som söker sexuella kontakter och att NAMBLA inte deltar i några aktiviteter som bryter mot [den amerikanska] lagen ... [och] förespråkar inte att någon annan skall [bryta mot lagen].'' 

## Medlemmar
I början av 1980 uppgavs att NAMBLA hade över 300 medlemmar och stöddes av så kända personer som exempelvis poeten Allen Ginsberg. Sedan har organisationen hållit medlemstalen inofficiella. Men i en FBI-utredning 1995 upptäcktes 1 100 personer i medlemsrullan. NAMBLA är den största organisationen i den förra paraplyorganisationen IPCE, International Pedophile and Child Emancipation. Sedan 1995 har allmän, offentlig kritik och rättsliga krafter infiltrerat och allvarligt skadat organisationen. Det nationella högkvarteret består idag bara av en privat postbox-service i San Francisco. Förfrågningar dit besvaras sällan. En del rapporter uppger att gruppen inte längre har regelbundna nationella möten och endast få lokala månadsmöten.

## Syfte och mål
NAMBLA beskriver sig som en stödgrupp för intergenerationsrelationer och använder slagord som sexuell frihet för alla. Uttryckt på gruppens webbplats är gruppens mål stöd ungas rättigheter såväl som vuxnas, att välja med vilken partner de vill dela och njuta sina kroppar.
Ett av gruppens argument är att sexuella relationer mellan vuxna och minderåriga (särskilt pojkar) i onödan kriminaliserats med hänsyn till åldern hos parterna År 1980, vid ett NAMBLA generalmöte, antogs en resolution, som statuerar:
- 1. 'The North American Man/Boy Love Association' kräver undanröjande av åldersrelaterade och alla andra lagar som förebygger att män och pojkar fritt kan njuta av sina kroppar.
- 2. Vi kräver att alla fängslade män och pojkar friges i de fall de fängslats på grund av sådana lagar."[9] Fortfarande 1996 var detta medtaget i NAMBLA:s "officiella statuter"

Med hänvisning till Roy Radow, en NAMBLA-ledare och en av flera åtalade NAMBLA-medlemmar i fallet Curley v. NAMBLA anklagad av föräldrar, för medvetet stöd till våldtäkt och mord av deras son, har NAMBLA protesterat mot kollektiv bestraffning, våldtäkt, och kidnapping, och har deklarerat att sexuell exploatering kommer att leda till uteslutning från gruppen.
Ändå påstås att NAMBLA använde Sex by eight is too late eller If there is grass on the wicket it's time to play cricket, som slogans,, vilket är motton som i sin helhet tillskrivs the René Guyon Society.

## Historia
NAMBLA uppstod ur 1970-talets atmosfär, särskilt från gayrörelsen, efter Stonewallkravallerna 1969 i New York City. Även om diskussioner fördes om homosexuellt sex mellan vuxna män och minderåriga, var gayrörelsen efter Stonewall-kravallerna mer intresserade av frågor rörande polisvåld, icke-diskriminering vid anställning, i hälsovården och andra ämnen rörande homosexuella än av pedofila frågor..
Inte förrän en "sexcirkel" med minderåriga pojkar ledde till detaljerad undersökning och rapportering i media under de sista veckorna år 1977 och en polisräd genomfördes på gaytidningen från Toronto-området The Body Politic för publicering av en artikel av Gerald Hannon med titeln Men Loving Boys Loving Men fick ämnet "Sex med vuxen-minderårig" större uppmärksamhet och ledde till bildandet av NAMBLA.

## NAMBLA:s grundande
I december 1977, gjordes ett polistillslag i förorten Revere i Boston. 24 män greps och anklagades för mer än 100 brott inkluderande våldtäkt av pojkar i åldern 8—15 år. Distriktsåklagaren i Suffolk County, Garrett Byrne, hävdade att männen använde droger och videospel för att locka pojkarna in i ett hus. Där fotograferades det, då de genomförde sexuella aktiviteter. Byrne sa att männen var medlemmar i en "sexcirkel" och att arresteringarna bara var "toppen av ett isberg." Arresteringarna medförde enl intensiv mediabevakning och lokaltidningar publicerade bilder på och information om de anklagade männen.
Redaktionen på gaytidningen Fag Rag sa att räden hade politiska motiv. De och andra i Bostons gaygrupper såg Byrnes angrepp som en häxjakt på homosexuella. Den 9 december organiserade de Boston-Boisekommittén, ett namn som syftade på en liknande händelse i Boise, Idaho på 1950-talet. Gruppen sponsrade offentliga möten och försvarsadvokater samt finformerade allmänheten om fallet med flygblad. Gruppen stödde senare också bildandet av NAMBLA.
Garrett Byrne förlorade sitt återval. Den nya distriktsåklagaren sa, att ingen man skulle behöva frukta att fängslas för att ha sex med en tonåring så länge tvång inte var inblandat. Alla åtalspunkter avskrevs. De som redan var i rättslig prövning eller som dömts skyldiga fick åtal och domar avskrivna.
Den 2 december 1978 samlade Tom Reeves Boston-Boise Committee till ett möte kallat "Man/Boy Love and the Age of Consent." Cirka 150 personer kom. Vid mötet beslöt omkring 30 män och ungdomar, att grunda organisationen the North American Man/Boy Love Association; NAMBLA.

## Ostracism
Direkt efter Stonewall-kravallerna förespråkade några organisationer för homosexuellas rättigheter i USA och Kanada ett avskaffande av lagarna om åldersgräns för samtycke. De ansåg att homosexuell frigörelse för minderåriga medförde frihet att ingå sexuella relationer. Gay Activists Alliance (GAA), en grupp som utgick ur Gay Liberation Front i december 1969, motsatte sig lagarna om åldersgräns för samtycke och arrangerade en konferens i ämnet 1976. 1972 sponsrade GAA i Chicago och New York tillsammans en konferens som samlade gay rights-aktivister från 85 olika gay rights-organisationer i 18 stater. Vid konferensen gick dessa ca 200 aktivister samman och skapade en "Gay Rights Platform" som krävde avskaffande av alla lagar om åldersgräns för samtycke till sex. The Canadian Lesbian and Gay Rights Coalition, även känd som National Gay Rights Coalition (NGRC), stˆdde avskaffandet av dessa lagar, liksom Gay Alliance Toward Equality (GATE).
Det passiva accepterandet eller likgiltigheten gällande lagarna om åldersgräns började ändras när anklagelser att homosexuella är barnpornografer och barnmisshandlare blev vanliga. 1977, med bara några veckors intervall, startade både Judianne Densen-Gerber, grundare av drog-rehabiliteringscentret Odyssey House i New York, och sångerskan Anita Bryant var för sig kampanjer riktade mot homosexuella. Densen-Gerber hävdade att homosexuella producerade och sålde barnpornografi i stor skala, medan Anita Bryants kampanj Save Our Children utmålade alla homosexuella som barnmisshandlare. "Att rekrytera våra barn", hävdade Bryant, "är absolut nödvändigt för att homosexualitet ska överleva och växa". Bryants kampanj, som fokuserade på påstådd "rekrytering" av pojkar av homosexuella män, ledde till avskaffande av en lag om skydd av rättigheter för homosexuella i Dade County i Florida. Detta resulterade i en intensiv debatt bland homosexuella om lagen om åldersgräns för samtycke och motsättningar angående detta mellan homosexuella och organisationer för homosexuella blev vanligare.
Motsättningarna var tydliga efter konferensen, som organiserade den första marschen för homosexuella till Washington. Utöver bildande av flera arbetsgrupper, satte konferensen upp regler för marschen: "the five demands"[se sid. 23]  Ursprungligen hade Gay Youth Caucus (ung. Homosexuella ungdomsrörelsen) vunnit stöd för sitt krav på fullständiga rättigheter för unga homosexuella och avskaffandet av åldersgräns för samtycke. Under hot om att utebli från marschen krävde en grupp lesbiska vid första mötet med Nationella Samordningskommittén en omformulering av detta krav. Denna, författad av en vuxen lesbisk och godkänd av en majoritet av delegaterna genom en postomröstning, löd: "Skydda lesbiska och homosexuella ungdomar från alla lagar som används för att diskriminera, förtrycka och/eller trakassera dem i hem, skolor, på arbetsplatser och sociala sammanhang"
1980 distribuerade gruppen Lesbian Caucus - Lesbian & Gay Pride March Committee ett flygblad som uppmanade kvinnor att bojkotta den årliga demonstrationen New York City Gay Pride March, då organisationskommittén påstods vara dominerad av NAMBLA och dess sympatisörer. Nästa år, efter att några lesbiska hotat att blockera aktiviteten, återtog gruppen Gay PAC (Gay People at Cornell) vid Cornell University sin inbjudan till NAMBLA:s grundare David Thorstad att vara huvudtalare vid den årliga May Gay Festival. Under de följande åren försökte grupper för homosexuellas rättigheter hindra NAMBLA att delta i gay pride-parader, vilket föranledde Harry Hay, företrädare för homosexuellas rättigheter, att bära ett plakat med texten NAMBLA marscherar med mig vid en gay pride-marsch i Los Angeles 1986.
I mitten av 1980-talet stod NAMBLA i praktiken ensamt och politiskt isolerade. Organisationer för homosexuellas rättigheter hade, tyngda av anklagelser om rekrytering av minderåriga och barnmisshandel, övergett sin tidigare radikala inställning och acceptera mer allmänna åsikter. Stödet för grupper som uppfattades ligga i utkanten av homosexualitet försvann. Idag förnekar nästan alla gay rights-grupper allt samröre med NAMBLA, tar avstånd från deras syften och försöker hindra att NAMBLA får någon roll vid gay and lesbian-evenemang.

### Stridigheterna med International Lesbian and Gay Association
Frågan om International Lesbian and Gay Association ILGA kan illustrera motståndet. År 1993 uppnådde ILGA, i vilket NAMBLA hade varit medlem under flera decennier, rådgivande ställning i FN. NAMBLA:s samröre med ILGA fick massiv kritik, och många gayorganisationer krävde att ILGA löste banden med NAMBLA. Republikanske senatorn Jesse Helms föreslog, som en markering, att hålla inne $119 miljoner i bidrag till FN tills USA:s president Bill Clinton intygade att ingen FN-representation garanteras någon officiell status, ackreditering eller bekräftelse till någon som helst organisation, som förespråkar, stödjer eller försöker legalisera pedofili, vilket betyder, sexuellt utnyttjande av barn. Skrivelsen antogs med acklamation i kongressen och undertecknades av Clinton och antogs som lag i april 1994.
ILGA, som antagit en resolution år 1985 om att "unga människor har rätt till sexuell och socialt självbestämmande och mot "Lagen om lovlighet knuten till ålder", som ofta verka mer förtryckande än skyddande. i en överenskommelse med NAMBLA, lät efter en omröstning med rösterna 214-30, utesluta NAMBLA och två andra grupper (MARTIJN och Project Truth) i början av 1994. ILGA bedömde dessa grupper vars huvudsakliga mål är att stödja eller förespråka pedofili, som skadliga för övriga medlemmars syften. Även om ILGA uteslöt NAMBLA, avslog FN deras begäran om att få statusen att vara särskild remissinstans. Upprepade försök av ILGA att återfå särskild status hos FN har inte haft framgång så här långt (= 2006). Däremot har ILGA-Europa rådgivande ställning hos EU-kommissionen.
Gregory King i Human Rights sade senare att NAMBLA är inte en gayorganisation ... De är inte deltagare i vår gemenskap och vi motarbetar genomgående deras ansträngningar att insinuera att pedofili är ett ämne i beröring med gay eller lesbiskarättigheter. NAMBLA kräver att man/pojke kärlek är med dagens definition homosexualitet, "att man/pojke älskare är medlemmar i gayrörelsen och centrala för homosexuell historia och kultur, och att homosexuellas förnekande att så är, förnekar att det är 'icke gay' att attraheras av unga adolescenta pojkar är lika galet som när heterosexuella säger att det är 'icke-heterosexuellt' att attraheras av adolescenta flickor."

### 1990-talet
År 1994 antog Gay and Lesbian Alliance Against Defamation (GLAAD) en resolution "Position Statement Regarding NAMBLA" som säger att GLAAD utesluter the North American Man Boy Love Association's (NAMBLA) mål, som innehäller stöd för sex mellan vuxna män och pojkar samt att arbeta för att undanröja det lagliga skyddet för barn. Dessa mål befäster en form av barnmisshandel och står i strid med GLAAD:s syfte. Samtidigt år 1994 antog styrelsen för National Gay and Lesbian Task Force (NGLTF) en resolution om NAMBLA som lyder: NGLTF fördömer alla övergrepp på minderåriga, både sexuella och av något annat slag, genomförda av vuxna. Följaktligen fördömer NGLTF NAMBLA-organisationens mål också om de finns med i någon annan liknande organisation.
År 1996 beklagar grundaren David Thorstad att, The Bulletin håller på att förändras till en semipornografisk tidskrift och fungera som en språngbräda för pedofiler. Andra medlemmar insisterade på att gruppen endast hade en minoritet av pedofiler, medan flertalet är pederaster.
Dokument tillhörande rättsfallet Curley mot NAMBLA och andra visar på ytterligare information om NAMBLA:s struktur och aktivitieter. I mars 2003 fann domare George O'Toole vid Massachusetts federala domstol att under 1990-talet (den av domstolen undersökta perioden) styrdes NAMBLA av en nationell ledningskommitté,en grupp som målinriktat och medvetet styrde NAMBLA:s alla aktiviteter i helhet.
Domstolen handlingar belyste också några av NAMBLA:s aktiviteter, bland andra:
NAMBLA etablerades som en obunden förening år 1978 för att stödja utveckling av en allmän acceptans av ömsesidigt samtyckta sexuella relationer mellan män och pojkar. Dess huvudsakliga verksamhetsområde är New York, och de primära sättet att nå ut till allmänheten är dess tidskrift Bulletin, som utkommer kvartalsvis och sänds till betalande prenumeranter ... Gayme Magazine, en periodisk NAMBLA-publikation sänds till betalande prenumeranter och säljs i några bokaffärer; en NAMBLA-webbplats ... TOPICS, en serie av böcker som tillhandahåller mer riktade betänkanden om ämnen relaterade till man-pojke-kärlek; ett utskick till fängelser; Ariel's Page, ett NAMBLA-projekt inom vilket litteratur som berör man-pojke-kärlek såldes; samt medlemskonferenser.

Ledningskommittén, genom sin medlemmar, skapade också "Zymurgy, Inc.," ett företag i Delaware, vars verksamhet var vinstinriktad för NAMBLA:s räkning. Även om försvaret beskriver Bulletin, Gayme Magazine, Ariel's Pages och Zymurgy, Inc. som avskilda och distinkt separerade från NAMBLA, framstår det av det inlämnade materialet, inkluderat från minutlånga möten i ledningskommittén, att ledningskommittén kontrollerade dessa enskilda företeelser, tillhandahöll medel för att initiera och stödja olika projekt och fritt kunde transferera medel mellan de olika projekten.

Därutöver, för att styra NAMBLA:s finansiella verksamhet, styrde ledningskommittén också föreningens policy, politiskt, lagligt och andra ansträngningar inom och ut mot samhället. Ledningskommitténs medlemmar höll täta sammanträden och utvärderingar där de diskuterade NAMBLA:s ansikte utåt, formulerade föreningens ansträngningar för att nå ut och nominerade talesmän.. Medlemmarna i ledningskommittén stod i nära förbindelse med varandra, skapade och vidmakthöll NAMBLA:s webbplats, skrev, marknadsförde, sålde, och på andra sätt spred en rad varierande publikationer. I Massachusetts, där William Andriette arbetade som ansvarig utgivare för Bulletin[en] och Gayme Magazine. Han arbetade inte ensam och snarast under ledningskommitténs anvisningar då dessa publikationer producerades och genom att framhålla honom som NAMBLA:s talesman.
Utöver det finansiella stödet och ledningen som tillhandahöll av hela ledningskommittén, var innehållet i Bulletine[en] styrt av anvisningarna i "Bulletin Collective," en för redaktionens ledning där NAMBLA-medlemmar från olika hålla i landetuppmanades bidra med artiklar, foton och bilder samt delta i samordningen av produktionen och distributionen av tidskriften.
Domare O'Toole fann att David Thorstad, Dennis Bejin, Joe Power, David Miller (också känd som David Menasco), Peter Melzer (också känd som Peter Herman), Arnold Schoen (också känd som Floyd Conaway), Dennis Mintun, Chris Farrell, Tim Bloomquist, Tecumseh Brown, Gary Hann, Peter Reed, Robert Schwartz, Walter Bieder och Leyland Stevenson var eller hade varit medlemmar i NAMBLA:s ledningskommitté eller hade innehaft andra ledande positioner i organisationen.

### Idag
Nyligen har i media antagits att NAMBLA inte existerar längre utan endast består för att några entusiaster håller hemsidan levande. NAMBLA innehar en webbplats som visar adresser i New York och San Francisco och en telefonkontakt i New York, och där artiklar eller tidskrifter finns till salu, inklusive NAMBLA Bulletinen.

## Kritik och gensvar
Några kristna grupper, gaygrupper, organisationer mot sexuella övergrepp, rättsliga myndigheter och andra kritiker ser NAMBLA som en front för sexuellt utnyttjande av barn. De säger att NAMBLA fungerar som en mötesplats för manliga pedofiler och pederaster och deras sympatisörer. Motståndare menar också att pre-pubertala barn särskilt inte är kapabla att ge medgivande och att obalansen i maktkontrollen mellan vuxna och barn gör att vilken sexuell förbindelse som helst är en exploatering av barnen. Ett antal av anknutna NAMBLA-medlemmar har åtalats och fällts för sexuella brott mot barn.
Onell R. Soto, en San Diego Union-Tribune skribent, skrev i February 2005: Rättsliga myndigheters anställda och hälso- och sjukvårdspersonalen inom psykiatrisk vård säger att medan NAMBLA:s medlemsantal är litet, så har gruppen en farlig "ripple"-effekt genom internet då de sanktionerar det beteendet hos dem som begår övergrepp på barn."
Misstankar om att gruppens aktiviteter fortsatte ledde både USA:s senat och USA:s postverk att genomföra utredningar av gruppen. I bägge fallen blev slutsatserna att några rättsliga åtgärder inte skulle vidtas.
NAMBLA har bemött kritiken med att det är en "front för kriminell och sexuell exploatering av barn" och att det förespråkar sex mellan män och pojkar genom att uttala att NAMBLA är inte engagerade i några aktiviteter som bryter mot lagen, inte heller förespråkar vi att någon annan skall göra det. Då sex mellan vuxna och minderåriga är olagligt, kan detta antas vara inbegripet i NAMBLA:s undvikande av att förespråka handlingar som i sig är lagbrott.
NAMBLA förkastar den vitt spridda åsikten att sex mellan vuxna och minderåriga alltid är skadligt, genom att hävda att utfallet av de personliga erfarenheterna mellan vuxna och yngre människor beror primärt på om deras relation var ömsesidig Till stöd för denna hållning använder NAMBLA forskning från den så kallade Rind-studien Rind et al,1998 . NAMBLA upplät en webbsida för en övergripande genomgång av studien under rubriken The Good News About Man/Boy Love, (Den goda nyheten om Man/Pojke kärlek) och hävdade att studien visade att I genomsnitt rapporterade nästan 70% av männen i studien att deras sexuella erfarenheter, som barn och adolescenter med vuxna, var positiva eller neutrala erfarenheter. Andra forskare har vederlagt denna tolkning av denna meta-analys.
Gayrätts-grupper som är motståndare mot NAMBLA hävdar att deras motiv till att ta avstånd från NAMBLA alltid har varit att de delar allmänhetens förakt för pedofiler och sexuella övergrepp på barn (vilket uttryckts i olika utgivna uttalanden). Dessa gayrätts-grupper tillbakavisar NAMBLA:s krav på en likabehandling i kampanjer för gay och lesbisk jämställdhet och upphävandet av ålder-för ömsesidig-rätt-lagen, och ser NAMBLA:s retorik om "de ungas rätt till sexualitet" som en kuliss för sina medlemmars "verkliga agenda".
En del, som Pat Califia menar att politik har spelat stor roll i gay-världens bortstötande av NAMBLA. Califia säger att trots att gayrörelsens huvudfåra aldrig anslutit sig till NAMBLA eller dess grund, började de inte heller aktivt motarbeta NAMBLA förrän motståndare till gayrörelsen nämnde gruppen för att förbinda homosexuellas rättigheter med barnmisshandel och "rekrytering." Som bevis, anför undertecknarna till denna teori uttalanden, som innehåller tydliga politiska uttalanden från NAMBLA:s, men av framträdande gayaktivister och med inflytande på gayrätten. Ett sådant uttalande gjordes av gayrättsförespråkaren Steve Endean. Endean, som var motståndare till NAMBLA, sade: Vad NAMBLA gör är att slita itu [gay]rörelsen. Om du attackerar det [man/pojke kärleks ämnet] för gayrätt, så kommer vi aldrig att få gayrättigheter." Gayförfattaren och aktivisten Edmund White gjorde ett liknande uttalande i sin bok States of Desire: "Det är politikens självgodhet. Vår rörelse kan inte överleva Man-Pojke-frågan. Det är inte en fråga om vems rätt, det är en fråga om politisk naivitet."

## Relaterade lagliga framåtskridanden

### Kriminalfall
Även om NAMBLA självt aldrig har åtalats, så har det genomförts ett antal åtal mot anknutna NAMBLA-medlemmar för sexuella brott mot yngre barn och tonåringar.
Ett fall rörde ett antal män som arresterades av FBI i Los Angeles och San Diego i februari 2005. Sju män åtalades för planering av en resa till Mexiko för att ha sex med pojkar, påstod FBI. En åttonde man åtalades för att sprida barnpornografi. Med anledning av medias rapportering, tror FBI att åtminstone en av de arresterade männen än medlem i NAMBLA:s nationella ledarskap, en andra organiserade gruppens nationella konferens förra året och en tredje sa att han hade varit medlem sedan 1980-talet.
- Roy Radow, en, efter egen beskrivning, pedofil och medlem i NAMBLA:s ledningskommitté, ibland beskriven som dess ordförande och talesman, arresterades 1996 för att han onanerade inför en 12-årig pojke. Rättegången slutade i en hung jury.[29]

- John David Smith, en San Francisco-man, berättade ofrivilligt om sina brott för en hemlig utredare som hade infiltrerat NAMBLA. Efter att ha erhållit en garanti, fann utredaren också barnpornografi i Smiths bostad. Han arresterades 1996 och fälldes samtidigt för att ha sexuellt utnyttjat en 11-årig pojke han var barnvakt åt. Smiths medlemskap i NAMBLA togs upp som ett bevis för hans avsikt och motiv.[30][31][31]

- Paul Shanley, en katolsk präst dömdes för att ha utnyttjat så små barn som 6-åringar under en period som sträckte sig över 3 decennier, deltog i NAMBLA:s workshops och propaganda, i samband med den uppmärksammade redovisning händelserna fick i tidningen Boston Globe.[32][33]

- Johnathan Tampico dömdes för sexuella övergrepp på barn 1989 och frigavs villkorligt 1992. Villkoret var att han inte skulle inneha barnpornografi. Efter att ha flyttat utan att ha meddelat övervakningsmyndigheten sin nya adress, hittades han efter massmedial utsändning av honom som USA:s mest eftersökta brottslingar. Han arresterades och dömdes på åtalspunkter om innehav av barnpornografi. I domen konstaterade domstolen att Tampico var NAMBLA-medlem, och att han tillsammans med andra ofta reste till Thailand för ett ha enkel tillgång till unga pojkar. Rätten stödde sig i detta på ett antal polaroidfoton, som Thai-myndigheterna menade visa Tampico med unga thailändska pojkar sittande i hans knä.[34][35]

- James C. Parker, en man i New York, som med hänvisning till sitt brottsregister, talade om för polisen att han varNAMBLA-medlem, blev arresterad år 2000 och dömdes år 2001 för att ha begått homosexuellt övergrepp på en ung pojke.[36]

- Alan J. Horowitz, en orthodox rabbi och barn- och ungdomspsykiatriker, förklarades skyldig 1992 för homosexuella övergrepp på tre pojkar mellan 7 och 9 år gamla, samt förgripit sig på en 14-årig flicka. Han hade tidigare blivit dömd för att ha föregripit sig på två pojkar 1983. Under tiden i fängelset skrev han för NAMBLA newsletter.[37]

### Curley mot NAMBLA
Källa till denna artikel är den engelska artikeln om fallet Curley mot NAMBLA.
År 2000 stämdes NAMBLA av ett par, Robert och Barbara Curley i Boston. I anslutning till paret Curleys lägenhet, hade Charles Jaynes och Salvatore Sicari (som fälldes för gärningarna) förföljt Jeffery Curley ... och torterat, mördat och styckat [hans] kropp den 1 oktober 1997 eller däromkring. Efter information och åsikter som omedelbart i anslutning till dessa handlingar hade Charles Jaynes gått in på NAMBLA:s webbplats på Bostons Allmänna bibliotek. Med hänvisning till polisens utredning, hade Jaynes åtta utgåvor av NAMBLAS publikationer i sitt hem vid tidpunkten för arresteringen av honom. Stämningen säger vidare att NAMBLA fungerar som en samlingspunkt för en underjordiskt nätverk för pedofiler i USA. De använder NAMBLA-nätverket och de kontakter de får därigenom och internet för att erhålla barnpornografi och stödja pedofila aktiviteter.
Liknande fall i vilka NAMBLA-medlemmar har åtalats och dömts för sexuella övergrepp på barn, Larry Frisoli, advokaten som företrädde paret Curleys, anförde att det är en "träningsbas" för vuxna som vill förföra barn, där män utbyter strategier om hur man kan hitta och locka till sig barn till sexpartners. Han hävdade också att NAMBLA på sin webbsida har sålt vad han benämner "Våldtäkts- och undanflyktsmanual" som detaljerat beskriver hur en förövare kan undvika att infångas och dömas.
American Civil Liberties Union (ACLU) ställde upp för att försvara NAMBLA som om det rörde sig om försvar av det fria ordet och vann på ett undantag grundat på det faktumet att NAMBLA är organiserat som en fri organisation, ej knuten till något företag. John Reinstein, ledaren för ACLU Massachusetts, sa att även om NAMBLA må uttala extrema åsikter som nu är olagliga, fanns inget på deras webbplats som uppmuntrade eller ledde till genomförande av någon olaglig handling, inklusive mord eller våldtäkt. Paret Curley fortsatte sin stämning om en 'orättfärdig dödshandling' ('wrongful death') mot enskilda NAMBLA-medlemmar, av vilka några var aktiva i gruppens ledning.
Måltavlor för stämningen om 'orättfärdig dödshandling' var Roy Radow, Joe Power, David Miller, Peter Herman, Max Hunter, Arnold Schoen and David Thorstad, en av grundarna till NAMBLA och berömd författare. Paret Curley hävdade att Charles Jaynes och Salvatore Sicari, som fälldes för våldtäkten och mordet på deras 10-årige son Jeffery, var NAMBLA medlemmar.
Så sent som i april 2005 var fallet om den 'orättfärdig dödshandlingen' under bedömning av Massachusetts federala domstol, med the American Civil Liberties Union som hjälpte försvaret på den grunden att stämningen stred mot grundlagens 'First Amendment', rätten att tala fritt.[2] The American Civil Liberties Union har dock klargjortmakes, att det inte stödjer NAMBLA:s mål. Vi har aldrig tagit ställning att sexualbrottslagarna är bortom statens makt att stifta lag på,  sade John Reinstein, jurist för Massachusetts avdelning inom American Civil Liberties Union, 1997. Jag har aldrig haft möjlighet att sätta mig in i deras ställning. (Boston Globe, October 9, 1997).

### Andra civilmål
Utöver målet Curley mot NAMBLA, har flera andra fall påståtts vara bevis för att NAMBLA fungerar som en mötesplats eller en front för män som begår sexuella brott mot barn och ungdomar.
Peter Melzer tjänstgjorde som NAMBLA-undersökare, medlem i ledningskommittén, ansvarig för finansiering, talesman och ansvarig utgivare för Bulletin. I sitt privata liv tjänstgjorde han som examinerad fysiklärare vid elitskolan Bronx High School of Science, där han hade undervisat under mer än 3 decennier. inom skoldistriktet kände man till hans medlemskap i NAMBLA 1985 men agerade inte då enbart medlemskap inte var tillräckligt för att vidta åtgärde mot honom. År 1993 avslöjades i de lokala TV-nyheterna att han var en NAMBLA-medlem. Detta resulterade i att New Yorks avdelning för utbildning tillsatte en utredning för att få en rapport om saken. I rapporten sägs att Melzer personligen hade uttalat en sexuellt intresse för pojkar upp till 16 års ålder, och att han hade skrivit om att han hade genomfört handling i enlighet med detta intresse. I rapporten hävdas också att, eftersom han var ansvarig utgivare, och NAMBLA Bulletin tryckte instruktioner för att förföra unga pojkar och undgå lagliga ansträngningar ihop med sensuella beskrivningar av sexuella förbindelser mellan vuxna och minderåriga. Därtill, hävdar undersökaren, att han inte kunde finna några tydliga försök från NAMBLA som talade för att man verkade för att ändra lagarna om åldersgränser, och hävdar att själv-definitionen av förespråkarna är ett försök av NAMBLA att förleda för att dölja sig bakom en politisk avsikt. Melzer avsattes från lärararbete, men inga anklagelser om kriminalitet formulerades i samband med denna utredning. Fallet gick så långt som till den federala överrätten, som avslog Melzers inlaga 2003.
År 2005, kallades NAMBLA-medlemmen och den öppet erkända pedofilen, Kevin Brown, till Rick Roberts' radioprogram på KFMB för att svara på en $1000 "belöning", som Roberts utlovat för ledande medlemmar i NAMBLA. Brown sa att han uppfattat sig som kallad till programmet för att "[delge sin] ståndpunkt i fråga om den fysiska säkerheten för NAMBLA-medlemmar" och att det var en moralisk order, och slog fast att han skulle använda de $1000 för att finansiera ett skådespel han höll på att skriva, som på ett sympatiskt vis beskrev romantik mellan vuxna och barn. Efter att ha intervjuat ett barn i bakgrunden, övertygade Roberts Brown om att klargöra att han var en far. Lite mer än en vecka och fem dagar senare, skilde barnavårdsmyndigheten hans 2-årige son från honom, med uttalat påståendet om innehav av barnpornografi och han uppdagade "support för sexuell exploatering av minderåriga barn." Brown förlorade också sitt arbete och frun skilde sig från honom. Han fick inte de 
$1000, och försöker för tillfället att med lagliga medel återfå sitt barn.

## I allmänna medier
- Pedofilen i Ron Handbergs roman (1992) Savage Justice, som förgriper sig på mer än 30 unga pojkar, befanns ha lådor med barnpornografi med "en man-pojke i kärleksförening, vars slogan är 'Sex After Eight is Too Late'." Se också Pedophilia and child sexual abuse in fiction.
- NAMBLA identifieras som en lobbygrupp i Jon Stewarts America: The Book A Citizen's Guide to Democracy Inaction (2004), och hänvisasis också till i The Daily Show med Jon Stewart, som ofta anknyter till en existerande lobbygruppens akronym i parodin (till exempel: "The International Atomic Energy Agency eller NAMBLA"). The Daily Show med Jon Stewart uppmärksammade detta i ett bakåtblickande klipp i avsnittet den 27 juli 2006, därpå övergick skämtet till rubriken genom att sägasa "emellertid, för bandet, The Daily Show har absolut inget samröre med North American Man/Boy Love Association eller, som det kallas, Unicef", och åter den 2 oktober 2006, som svar på Mark Foley skandalen, "Foley sagan sätter snabbt ledarna för North American Man/Boy Love Association, eller, kongressen, i handling."
- NAMBLA refereras i ett avsnitt av Mr. Show. I avsnittet (Säsong 2, episode 3) i sketchen, kandiderar NAMBLA för ett annonspris; "Mest Framgångsrika Bild." Reklamen som spelas innan vinnaren presenteras visar olika män med ögonen täckta av svarta streck. De avnjuter en picknick, och annonsen slutar med sloganen "Vi är inte mördare".
- Mike Echols, författaren till I Know My First Name is Steven, the true story of the kidnap and sexual abuse of Steven Stayner infiltrerade NAMBLA och hans observationer finns utgivna i boken.
- Detektiver i programmet Law And Order: SVU frågar ofta misstänkta om de är med i NAMBLA när de hävdar att de har haft medvetna relationer med minderåriga.
- Hardcorepunkbandet Leftöver Crack spelade in en sång kallad "Muppet NAMBLA" på sin 2004 "Rock The 40oz" EP. Grindcorebandet Anal Cunt hade med en sång kallad "I Gave NAMBLA Pictures of Your Kid" på sitt 1999 album It Just Gets Worse. Norska bandet Turbonegro hade också med en låt,"The Midnight NAMBLA", på deras album Ass Cobra 1995.
- NAMBLA gestaltades i episod 46 av South Park när Cartman skiljs från sina vänner, och beslutar sig för att försöka skaffa nya, äldre, "mognare", vänner på internet. Ofrivilligt hamnar han senare på ett NAMBLA möte och blir deras affischbarn, där de tar fotografier på honom klädd i enbart Speedos. Några NAMBLA-medlemmar möter Stan och Kyle och bjuder dem till en bankett tillsammans med Cartman. Det är här de lär sig NAMBLA:s sanna natur, men NAMBLA-medelemmarna blir strax arresterade av polisen. Det introducerar också ett andra NAMBLA, det "Nationella Associationen för Marlon Brando Look-Alikes," vilken för en ständig kamp med NAMBLA om domännamnet nambla.com.
- NAMBLA nämndes ytligt år 2006 i ett programmet Celebrity Deathmatch på MTV. Nick Diamond kommenterade, "Vi har fler mail från fans än Lil Bow på en NAMBLA-kongress!"", på vilket Johnny Gomez svarade "Och det är en massa mail, Nick."
- 26 september 2006 ägnade Oprah Winfrey och Dateline NBC:s grävande journalister ett helt program ägnat åt NAMBLA åt förgripare av barn.